# Galata (Istanbul)

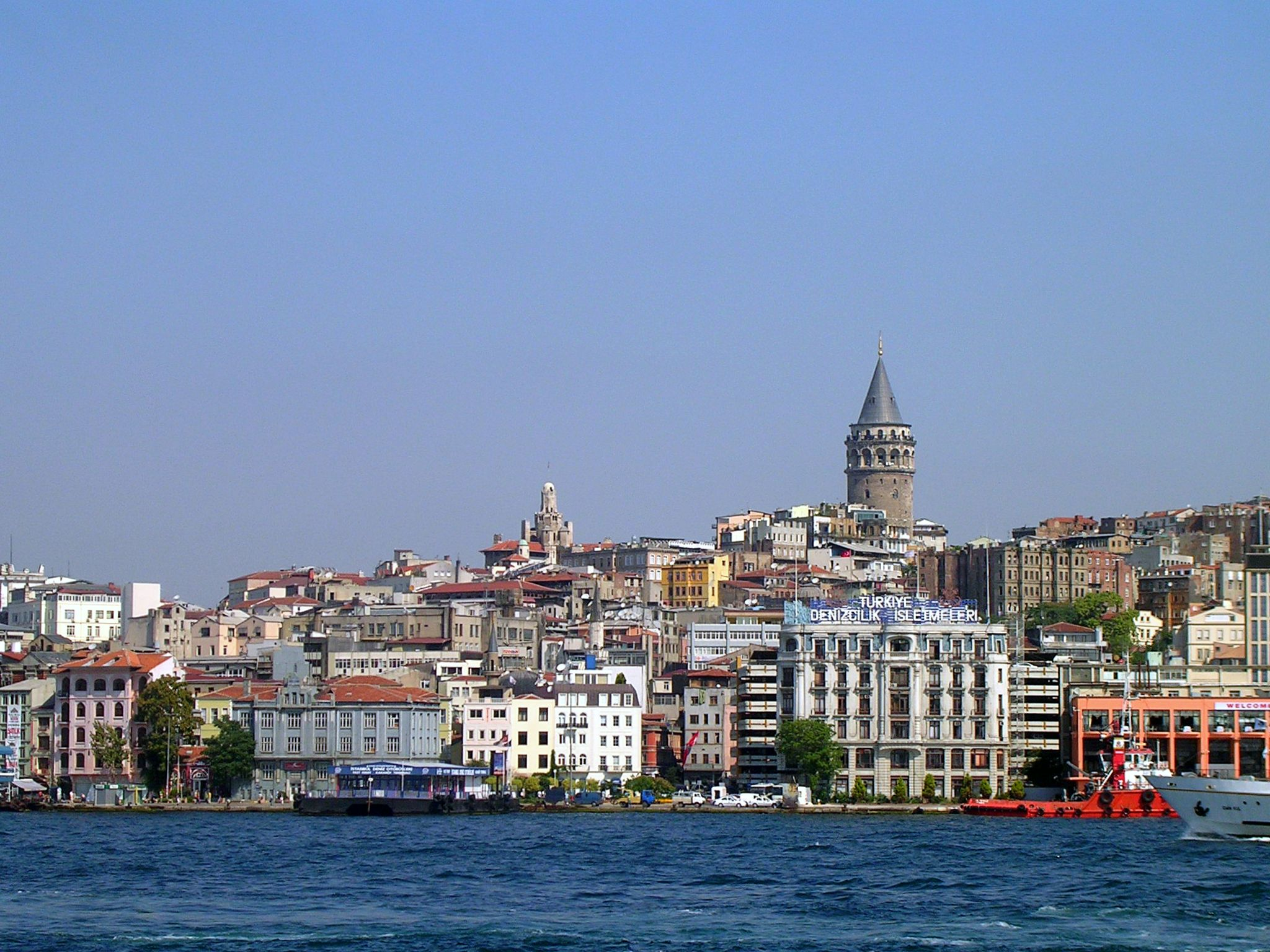
Il quartiere di Galata visto dal mare oggi, con la Torre di Galata (1348) all'apice della cittadella genovese, sulla sponda nord del Corno d'Oro.

Galata (o Galatae o ancora Pera) è il nucleo storico di Beyoğlu, un distretto di Istanbul, e si trova nella parte nord del Corno d'Oro, l'insenatura che lo separa dal centro storico cittadino.

## Origine del nome
Ci sono varie teorie sull'origine del nome "Galata": potrebbe derivare dalla tribù celtica dei galati che si ritiene si sia stabilita in quel luogo nel periodo ellenistico, oppure da gala, latte in lingua greca, o una contaminazione del termine di lingua italiana calata, arcaismo per scalo (arc. scala), a causa della duratura presenza genovese nel medioevo, periodo in cui la zona venne fortificata.

## Storia

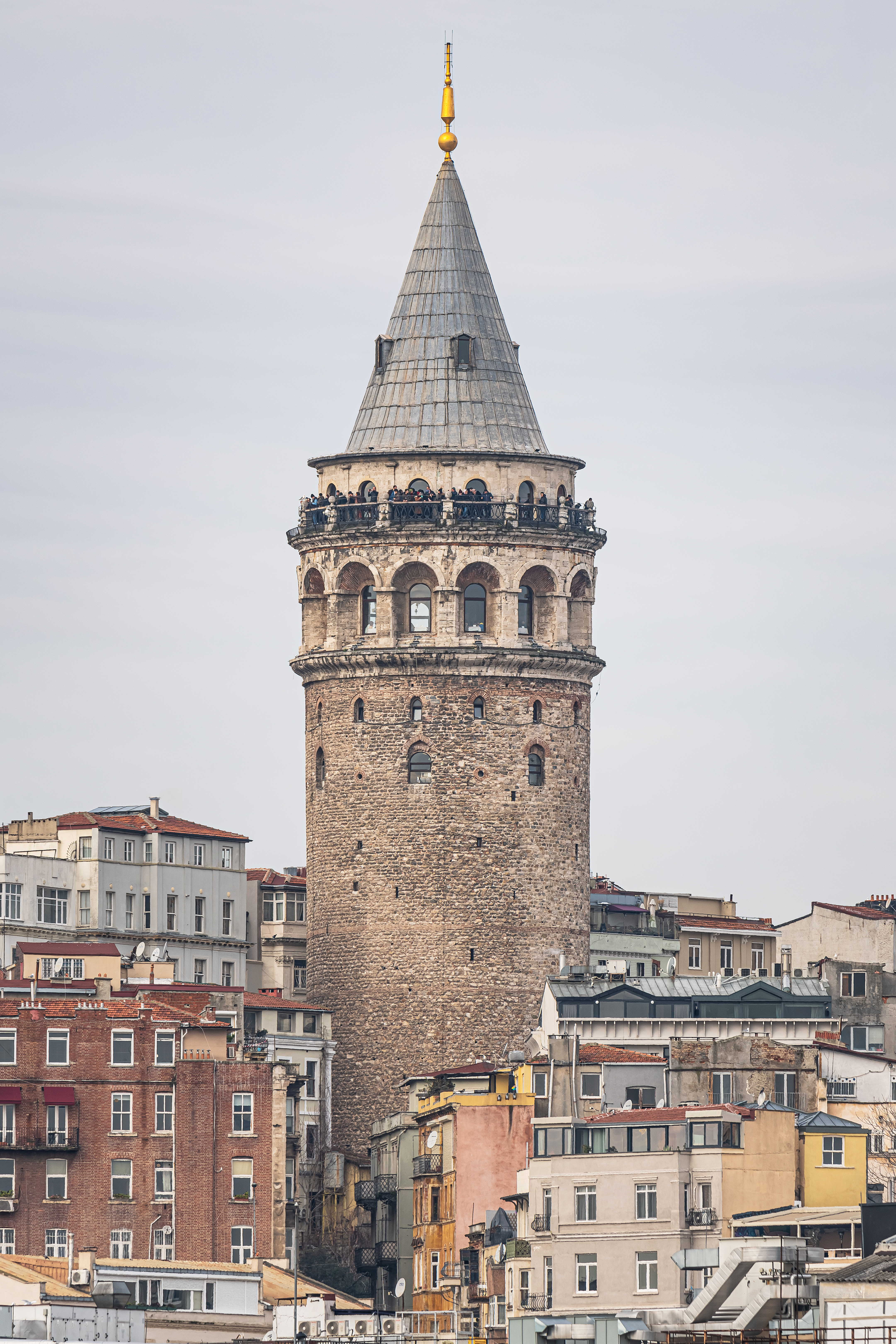
La Torre di Galata fu costruita dai genovesi nel 1348.

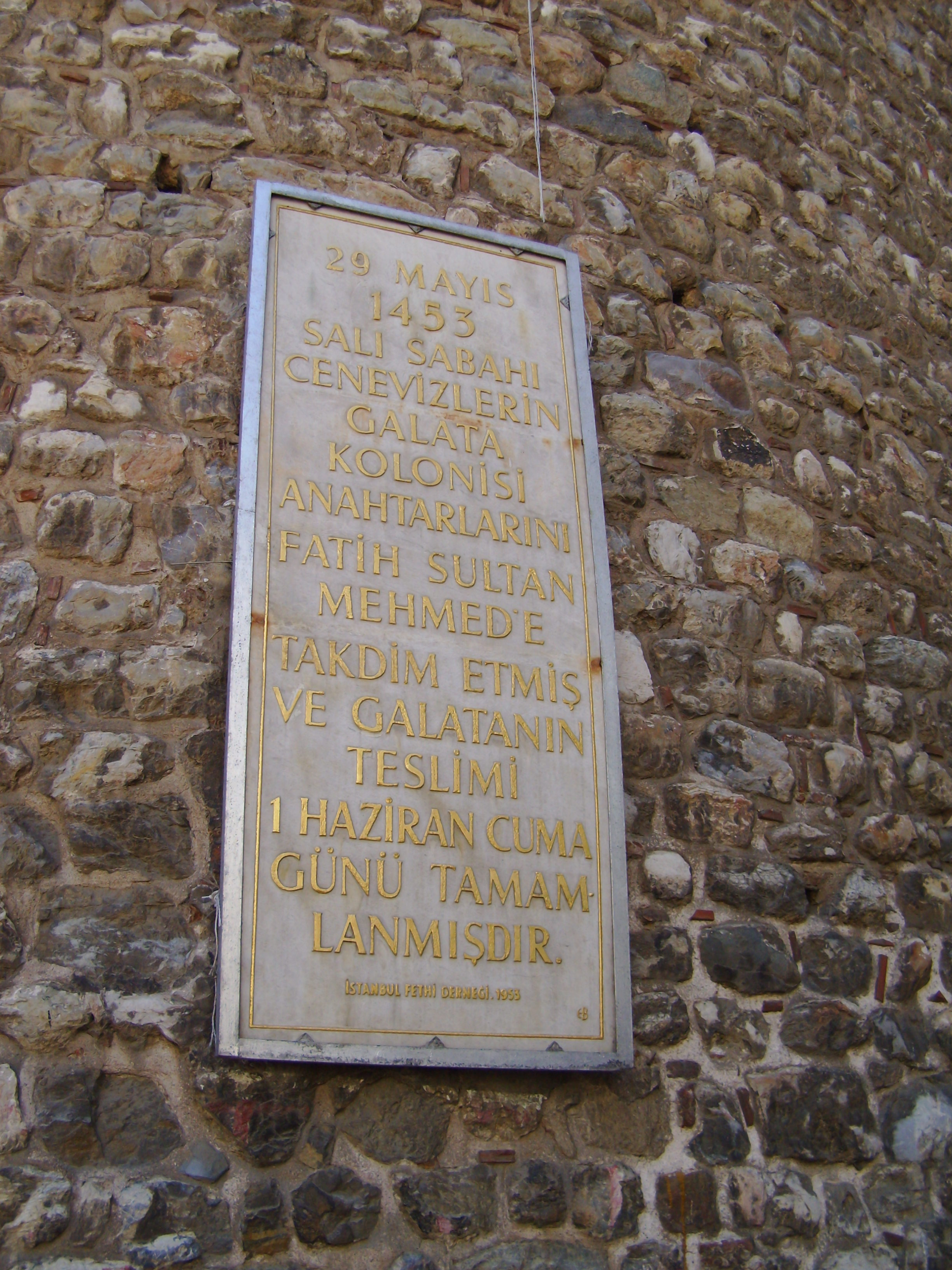
L'iscrizione sulla Torre di Galata che commemora la consegna delle chiavi della torre da parte dei genovesi a Fatih Sultan Mehmet.

Storicamente, Galata veniva spesso chiamata Pera, dal vecchio nome greco del posto (Sykais Peran, alla lettera: Il campo di fichi dall'altra parte.)
In seguito, durante l'impero bizantino, Galata divenne significativa per via della grande torre da cui, in tempo di guerra, si poteva bloccare l'accesso al Corno d'Oro con una catena lunga più di due kilometri sorretta da un argano attaccato alla struttura. Tale torre venne distrutta durante la quarta crociata e in seguito ricostruita dai genovesi come la Torre di Cristo. La torre che prese il nome di Torre di Galata è sopravvissuta fino ai nostri giorni e all'ingresso presenta un'iscrizione che commemora la città di Genova. Nonostante i molti terremoti non è mai crollata e oggi è meta di turisti per il colpo d'occhio che si gode su tutta la parte vecchia di Istanbul dalla sua terrazza.
All'inizio Galata era un quartiere genovese vicino a Costantinopoli, che nel 1171 subì un grande incendio i cui colpevoli non furono mai individuati anche se Manuele I Comneno diede la colpa ai veneziani.
Dal 1273 al 1453, anno in cui fu conquistata dagli ottomani nell'assedio di Costantinopoli, Galata (Pera) fu una colonia della Repubblica di Genova. Sulla Torre di Galata è ancora oggi affissa una targa in cui si ricorda come la conquista ottomana della città si concluse solo con la consegna da parte dei "Ceneviz" (Genovesi) delle chiavi della fortificazione.

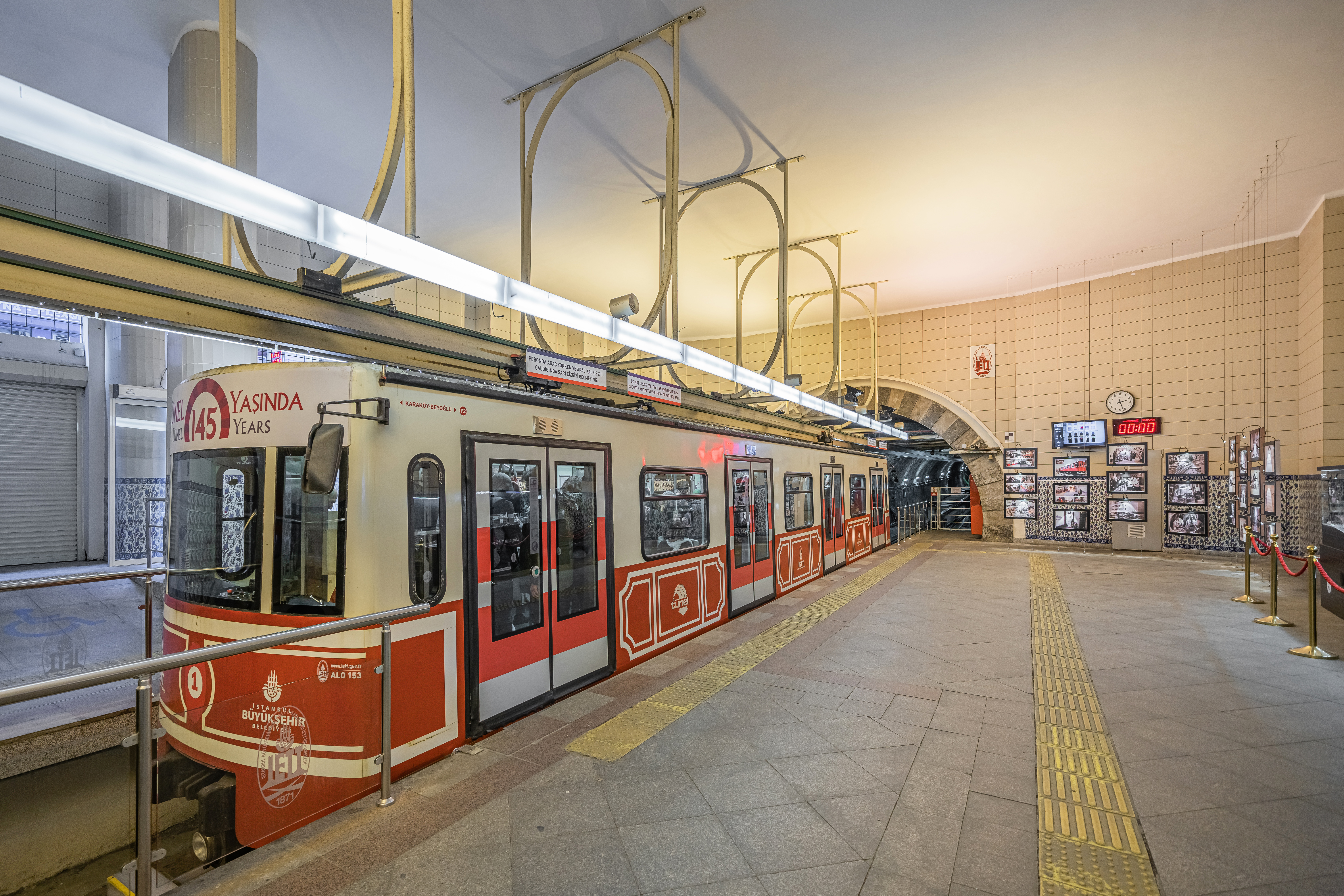
Il Tünel (1875) che collega Karaköy (Galata) e Beyoğlu (Pera) è la seconda linea sotterranea più antica del mondo, dopo l'Underground (1863) di Londra.

Sotto l'impero ottomano Galata fu il centro finanziario di Istanbul e fino ai primi del Novecento vi abitavano molti italo-levantini.
Nel 1875, per superare il dislivello del quartiere, venne realizzata una funicolare sotterranea (detta Tünel), che è ritenuta la seconda linea sotterranea più antica del mondo, dopo la metropolitana di Londra del 1863.
Il quartiere è altresì noto per aver dato i natali al celebre biologo e archeologo statunitense Constantine Samuel Rafinesque-Schmaltz che nacque a Galata il 22 ottobre 1783.
Oggi il quartiere è collegato con il distretto di Fatih grazie a diversi ponti che scavalcano il Corno d'Oro, il più importante dei quali è quello di Galata.

## Edifici notevoli
- Moschea Arap (1325)
- Torre di Galata (1348)
- Chiesa di Saint Benoît (1427)
- Sinagoga Zülfaris (1823)
- Chiesa dei Santi Pietro e Paolo (1843)
- Casa Camondo (1880)
- Sinagoga Ashkenazi (1900)
- Sinagoga italiana (1931)
- Sinagoga Neve Shalom (1951)

## Sport
La polisportiva più importante che ha sede nel quartiere è il Galatasaray, tra le maggiori in Turchia.